# باتريك ر. مانينغ
باتريك ر. مانينغ (بالإنجليزية: Patrick R. Manning)‏ هو سياسي أمريكي، ولد في 9 يونيو 1965. حزبياً، نشط في الحزب الجمهوري. وقد انتخب عضو جمعية ولاية نيويورك.